# Хортач (село)
Вижте пояснителната страница за други значения на Хортач.
Хортач (на гръцки: Χορτιάτης, Хортиатис) е село в Република Гърция, част от дем Пилеа-Хортач (Пилеа-Хортиатис) в област Централна Македония.

## География
Селото е разположено в едноименната планина Хортач (Хортиатис) на 10 km източно над Солун.

## История

### Античност и Средновековие
На входа на селото има римски акведукт от I век сл. Хр., който е единственият по рода си запазен в Централна Македония.
На 2 km североизточно от Хортач е средновековната крепост Кастри. Втора крепост южно от селото има на връх Хортач.
Името Хортиатис се появява за планината за пръв път в XI век. На планината има няколко манастира, най-важният от които е Хортачкият манастир „Света Богородица“.
За Хортиатис се споменава в кореспонденцията на учения и служител от Солун Димитър Кидон, който споменава нападението над Хортиатис в 1383 година, когато турците под командването на Хайредин паша обсаждат Солун, обезпокоени от политиката на управителя на града Мануил Палеолог. Не е ясно дали става дума за селото, или по-общо за по-широкия район на планината, или за крепостта на върха Кастри.
Също така има бегло споменаване на Хортиатис XV век. Според житието на Стефан Лазаревич, по време на Гражданската война между наследниците на султан Баязид I, Муса, съперник и брат на Сюлейман, опитвайки се да завладее Солун в периода 1411 – 1413 година, разрушава град Хортиатис. Славянската дума град показва укрепена област или укрепен град. Възможно е Кастри да е е крепостта на град Хортиатис, наричан „град“ през 1411 – 1413 година.

### В Османската империя
Селото е основано около XV век около руините на Хортачкия манастир, в района на днешното училище. В XIX век Хортач е гръцко село на самата северна езикова граница. Църквата „Свети Георги“ е от 1837 година. Александър Синве („Les Grecs de l’Empire Ottoman. Etude Statistique et Ethnographique“), който се основава на гръцки данни, в 1878 година пише, че в Хортиатис (Chortiatis), Солунска епархия, живеят 1560 гърци. В „Етнография на вилаетите Адрианопол, Монастир и Салоника“, издадена в Константинопол в 1878 година и отразяваща статистиката на населението от 1873 година, Хортич (Hortitch) е показано като село със 195 домакинства и 825 жители гърци.
Към 1900 година според статистиката на Кънчов („Македония. Етнография и статистика“) в Ортач живеят 1600 гърци. По данни на секретаря на екзархията Димитър Мишев („La Macédoine et sa Population Chrétienne“) в 1905 година в Ортадж (Ortadj) има 1090 гърци и в селото работи гръцко училище.
Според доклад на Димитриос Сарос от 1906 година Хортиатис (Χορτιάτης) е гъркогласно село в Солунската митрополия с 2306 жители с гръцко съзнание. В селото работят 6-класно гръцко училище и детска градина с 365 ученици и 4 учители.

### В Гърция
След Междусъюзническата война Хортач попада в Гърция. Боривое Милоевич пише в 1921 година („Южна Македония“), че Хортачкей (Хортач-кеј) има 200 къщи гърци.
На 2 септември 1944 година германски войници и гръцки нацисти избиват 149 жители на селото в така нареченото Хортачко клане.

## Личности
Родени в Хортач
- Ангелос Киспудис (Άγγελος Κισπούδης), гръцки андартски деец, агент от трети ред[10]
- Георгиос Алексопулос (Γεώργιος Αλεξόπουλος), гръцки андартски деец
- Димитриос Кафандарис (Δημήτριος Καφαντάρης), гръцки андартски деец, агент от трети ред[10]
- Сотириос Панилас (Σωτήριος Πανίλας), гръцки андартски деец, информатор и куриер[10]